# Postasterope corrugata
Postasterope corrugata är en kräftdjursart som först beskrevs av Poulsen 1965.  Postasterope corrugata ingår i släktet Postasterope och familjen Cylindroleberididae. Inga underarter finns listade i Catalogue of Life.